# Fabrizio Macchi
Fabrizio Macchi (Varese, 26 luglio 1970) è un paraciclista italiano, specializzato nelle gare su strada e su pista, vincitore di una medaglia di bronzo ai Giochi paralimpici di Atene 2004.

## Carriera
Ancora giovanissimo, Macchi scoprì, dopo aver preso un colpo al ginocchio sinistro il cui dolore non passava, di avere un tumore osseo. Nonostante i numerosi interventi e i cicli di chemioterapia, a sedici anni subì l'amputazione della gamba sinistra.
Lasciato l'ospedale iniziò a praticare diversi sport. Nel 1991, 1992 e nel 1993 partecipò alla maratona di New York, mentre tra il 1993 e il 1995 vinse tre campionati italiani nel salto in alto e altrettanti nel salto in lungo. Nel 1997 fu apripista di Alberto Tomba ai campionati del mondo del Sestriere e l'anno successivo vinse la medaglia di bronzo ai campionati del mondo di canottaggio.
Passato al paraciclismo, e attivo sia su pista che su strada, ha vinto, ad oggi, 13 medaglie ai campionati del mondo, tra cui due ori nel 2009 e 2010 nella cronometro su strada LC3/C2. Nel 2011 a Montichiari conquistò l'argento nell'inseguimento C2, mentre a Roskilde fu argento mondiale su strada nella cronometro C2; nel 2012 fu quindi bronzo nell'inseguimento C2 a Los Angeles. In palmarès vanta anche 4 medaglie Europee e 26 campionati italiani. Il 6 agosto 2002 stabilì inoltre il record del mondo dell'inseguimento LC3 sui 3 km, con 3'58"400.
Ha partecipato ai Giochi paralimpici nel 2000 a Sydney, nel 2004 ad Atene, in cui vinse la medaglia di bronzo nell'inseguimento LC3, e nel 2008 a Pechino, prendendo parte alle gare su pista. Dovette invece saltare i Giochi paralimpici 2012 a Londra perché fermato dal CONI per presunte frequentazioni con il discusso medico Michele Ferrari; deferito con la richiesta di 8 mesi di squalifica, venne in seguito assolto dal Tribunale nazionale antidoping.

## Palmarès

### Strada
- 2007

prova Coppa Europa (Urt, cronometro)
prova Coppa Europa (Corrèze, cronometro)
Campionati italiani, Prova a cronometro (Rosignano Marittimo)
Campionati italiani, Prova in linea (Ferrara)
Giochi Panamericani, Prova a cronometro (Cali)
- 2008

prova Coppa Europa, Prova a cronometro (Holzkirchen)
prova Coppa Europa, Prova a cronometro (Gippingen)
Campionati italiani, Prova a cronometro
- 2009

Campionati del mondo, Prova a cronometro LC3
European UCI Cup, Prova a cronometro LC3 (Bayonne)
- 2010

Campionati del mondo, Prova a cronometro C2
Campionati italiani, Prova a cronometro C2
UCI Cup 2010, Prova a cronometro C2 (Gippingen)
- 2011

1ª prova Coppa del mondo, Prova in linea C2 (Sydney)

### Pista
- 2000

Campionati italiani, Chilometro a cronometro (Varese)
- 2001

Campionati italiani, Inseguimento (Roma)
Campionati italiani, Chilometro a cronometro (Roma)
- 2008

Campionati italiani, Inseguimento LC3 (Varese)
Campionati italiani, Chilometro a cronometro LC3 (Varese)

## Piazzamenti

### Competizioni mondiali
- Giochi paralimpici

Sydney 2000 - Inseguimento LC3: 5º
Atene 2004 - Inseguimento LC3: 3º
Atene 2004 - Chilometro a cronometro LC1-4: 6º
Pechino 2008 - Inseguimento LC3: 5º
- Campionati del mondo su strada

Altenstadt 2002 - Cronometro LC3: 2º
Aigle 2006 - Cronometro LC3: 3º
Aigle 2006 - Inseguimento LC3: 3º
Bordeaux 2007 - Cronometro LC3: 2º
Bogogno 2009 - Cronometro LC3: vincitore
Bogogno 2009 - In linea LC3: 7º
Baie-Comeau 2010 - Cronometro C2: vincitore
Baie-Comeau 2010 - In linea C2: 13º
Roskilde 2011 - Cronometro C2: 2º
Roskilde 2011 - In linea C2: 11º
Baie-Comeau 2013 - Cronometro C2: 9º
Baie-Comeau 2013 - In linea C2: ritirato
Greenville 2014 - Cronometro C2: 8º
Greenville 2014 - In linea C2: ritirato
Nottwil 2015 - Cronometro C2: 12º
Nottwil 2015 - In linea C2: 15º
- Campionati del mondo su pista

Altenstadt 2002 - Inseguimento LC3: 3º
Altenstadt 2002 - Chilometro a cronometro LC3: 2º
Aigle 2006 - Chilometro a cronometro LC3: 3º
Aigle 2006 - Inseguimento LC3: 3º
Manchester 2009 - Inseguimento LC3: 4º
Manchester 2009 - Chilometro a cronometro LC3: 5º
Montichiari 2011 - Inseguimento C2: 2º
Montichiari 2011 - Chilometro a cronometro C2: 5º
Los Angeles 2012 - Inseguimento C2: 3º
Los Angeles 2012 - Chilometro a cronometro C2: 6º
Aguascalientes 2014 - Inseguimento C2: 6º
Aguascalientes 2014 - Chilometro a cronometro C2: 8º
Aguascalientes 2014 - Velocità a squadre mista: 10º
Apeldoorn 2015 - Chilometro a cronometro C2: 12º
Apeldoorn 2015 - Inseguimento C2: 9º
Apeldoorn 2015 - Velocità a squadre mista: 10º

## Riconoscimenti
- Premio Sport e Solidarietà dell'Associazione volontari italiani del sangue nel 2003
- Medaglia di bronzo al valore atletico del Comitato Olimpico Nazionale Italiano nel 2005
- Medaglia d'argento al valore atletico del Comitato Olimpico Nazionale Italiano nel 2006
- Medaglia d'oro al valore atletico del Comitato Olimpico Nazionale Italiano
- Amova International Award nel 2010[4]
- ''Premio Fair Play Mecenate nel 2011
- ''Premio AIPS Power of Sport Award nel 2012
- Giro d'onore della Federazione Ciclistica Italiana nel 2012[5]